# Lucian Sîrbu

a Compétitions nationales et continentales officielles uniquement.

b Matchs officiels uniquement.
Dernière mise à jour le 23 août 2018.
Lucian Mihai Sirbu, né le 16 octobre 1976 à Bucarest (Roumanie), est un joueur de rugby à XV roumain évoluant au poste de demi de mêlée avec la Roumanie et avec le SO Millau. Il mesure 1,83 m et pèse 88 kg.

## Carrière de joueur

### En club
- 1995-2000 : Griviţa Roşie  Roumanie
- 2000-2002: RC Steaua Bucarest  Roumanie
- 2002-2007: Racing métro 92  France
- 2007-2009: AS Béziers  France
- 2009-2013: SO Millau

### En équipe nationale
Il obtient sa première sélection le 13 avril 1996 contre l'équipe du Portugal de rugby à XV. 

## Statistiques en équipe nationale
- 76 sélections depuis 1996 avec la Roumanie .
- 10 essais (50 points).
- En Coupe du monde de rugby à XV
  - Coupe du monde de rugby 2003 : 4 matchs.
  - Coupe du monde de rugby 2007 : 4 matchs.
  - Coupe du monde de rugby 2011 : 2 matchs.